# Лебедин (Курская область)
Лебедин — хутор в Октябрьском районе Курской области России. Входит в состав Лобазовского сельсовета.

## География
Хутор находится в центральной части Курской области, в пределах Среднерусской возвышенности, в лесостепной зоне, к югу от автодороги 38К-010, на расстоянии примерно 11 километров (по прямой) к югу от Прямицына, административного центра района. Абсолютная высота — 166 метров над уровнем моря.

### Климат
Климат характеризуется как умеренно континентальный, с тёплым летом и умеренно холодной зимой. Среднегодовая температура воздуха — 5,7 °С. Средняя температура воздуха самого тёплого месяца (июля) — 18,7 °C (абсолютный максимум — 37 °С); самого холодного (января) — −9,3 °C (абсолютный минимум — −38 °С). Безморозный период длится около 152 дней в году. Среднегодовое количество атмосферных осадков составляет 563 мм, из которых большая часть выпадает в тёплый период. Снежный покров держится в течение 110—120 дней.

### Часовой пояс
Хутор Лебедин, как и вся Курская область, находится в часовой зоне МСК (московское время). Смещение применяемого времени относительно UTC составляет +3:00.

## Население
| 2002 | 2010 |
| ---- | ---- |
| 90   | ↘74  |

### Половой состав
По данным Всероссийской переписи населения 2010 года в половой структуре населения мужчины составляли 48,6 %, женщины — соответственно 51,4 %.

### Национальный состав
Согласно результатам переписи 2002 года, в национальной структуре населения русские составляли 100 %.

## Инфраструктура
Личное подсобное хозяйство. В хуторе 45 домов.

## Транспорт
Лебедин находится в 6 км от автодороги федерального значения М2 «Крым» (часть европейского маршрута E 105), в 3 км от автодороги регионального значения 38К-010 (М-2 «Крым» — Иванино, часть европейского маршрута E 38), при автодорогe межмуниципального значения 38Н-215 (38К-010 — Лебедин), в 12 км от ближайшей ж/д станции Дьяконово (линия Льгов I — Курск).
В 107 км от аэропорта имени В. Г. Шухова (недалеко от Белгорода).